# Beata Andrzejczuk
Beata Andrzejczuk (ur. 20 stycznia 1966 w Sieradzu) – polska pisarka, członkini Stowarzyszenia Pisarzy Polskich. Laureatka nagród literackich, m.in.: Sosnowieckie Pióro 89, O Rubinową Hortensję (1990), Polaków pamiętnikarski portret własny, Młodzież o sobie i o Polsce. Autorka kilkudziesięciu opowiadań dla dorosłych i dzieci publikowanych w Polsce, Stanach Zjednoczonych, Austrii, Australii, na Białorusi. Autorka bajek dla dzieci z dysleksją.

## Życiorys
Wychowywała się w Zduńskiej Woli. Jest córką Leokadii Barczyńskiej, nauczycielki języka polskiego, i Mirosława Barczyńskiego, nauczyciela matematyki w zduńskowolskim liceum. Wychowywana była przez ojca i babcię. Trenowała lekkoatletykę w klubie „Pogoń” w Zduńskiej Woli. W czasie licealnym zafascynowana była ruchem hippisowskim.
Od 1986 roku mieszka we Wrocławiu. Pracowała w Polskim Czerwonym Krzyżu. Działała aktywnie w Stowarzyszeniu na rzecz Dzieci i Młodzieży wobec Zagrożeń Społecznych: Wyspa. Brała udział jako wolontariuszka w programie: Starszy Brat – Starsza Siostra – pomagając dzieciom z problemami. Uczestniczyła w szkoleniach i konferencjach, między innymi: I Międzynarodowa Konferencja TZA – ART – Stop przemocy – o godność człowieka, II Dolnośląska Konferencja – Krzywdzenie dzieci. Brała udział w praktycznym treningu niwelowania agresji u dzieci i młodzieży. Publikowała w Co jest brane? – piśmie dla zainteresowanych profilaktyką narkomanii.
Jest autorką Opowiastek Familijnych. Na ich podstawie został stworzony pakiet audio, pomyślany jako pomoc dydaktyczna dla wychowawców i nauczycieli dzieci przedszkolnych i szkolnych klas I–III. Dla audiobooka autorka opracowała zbiór konspektów.
Jest matką trójki dzieci: Krzysztofa (z pierwszego małżeństwa), Dominika, Martyniki (z drugiego małżeństwa). Ma przyrodnie rodzeństwo. Od ponad 30 lat w związku małżeńskim z wrocławianinem Piotrem Andrzejczukiem.

## Nagrody i wyróżnienia
- Młodzież o sobie i o Polsce – 1988 (konkurs literacki organizowany przez Instytut Badań Problemów Młodzieży)
- Sosnowieckie Pióro – 1989
- O Rubinową Hortensję – 1990
- Polaków Pamiętnikarski Portret Własny
- Najlepsza książka na jesienno-zimowe wieczory – laureat, wybór jury wortalu literackiego Granice.pl – 2009 rok w kategorii: książka dla młodzieży za Pamiętnik nastolatki
- Najlepsza książka na jesienno-zimowe wieczory – laureat, wybór internautów – 2009 rok w kategorii: książka dla młodzieży za Pamiętnik nastolatki
- Najlepsza książka na gwiazdkę – laureat, wortal Literacki Granice.pl – 2009 rok w kategorii: książka dla młodzieży za Pamiętnik nastolatki
- 2. miejsce za serię „Pamiętnik Nastolatki” w rankingu książek młodzieżowych ogłoszonym przez Ministerstwo Edukacji Narodowej, w kategorii książek/lektur wybieranych przez dzieci i młodzież.(2016 rok)  Seria „Pamiętnik Nastolatki” przegrała jedynie z „Harrym Potterem”[1]

## Twórczość dla dzieci i młodzieży
- Jasełka – książka i płyta (Rafael 2003, ISBN 83-89431-20-3)
- Opowiastki Familijne – tomik 1 (Rafael 2003, ISBN 83-89431-11-4)
- Opowiastki Familijne – tomik 2 (Rafael 2003, ISBN 83-89431-12-2)
- Opowiastki Familijne – tomik 3 (Rafael 2003, ISBN 83-89431-25-4)
- Opowiastki Familijne – tomik 4 (Rafael 2004, ISBN 83-89431-36-X)
- Opowiastki Familijne – tomik 5 (Rafael 2004, ISBN 83-89431-37-8)
- Opowiastki Familijne – tomik 6 (Rafael 2004, ISBN 83-89431-57-2)
- Opowiastki Familijne – tomik 7 (Rafael 2004, ISBN 83-89431-58-0)
- Papieskie Opowiastki Familijne (Rafael 2005, ISBN 83-89431-90-4)
- Bożonarodzeniowe Opowiastki Familijne (Rafael 2005, ISBN 83-60293-12-0)
- Opowiastki Familijne – słuchowiska (Rafael 2005, ISBN 83-89431-82-3)
- Tatusiada, ja, mój tata i reszta świata (Rafael 2005, ISBN 83-89431-92-0)
- 51 sposobów na dobrą zabawę rodziców i dzieci (Rafael 2005, ISBN 83-60293-11-2)
- Nowe Opowiastki Familijne (Rafael 2006, ISBN 83-60293-63-5)
- Opowiastki Familijne – audiobook 8 płyt + konspekt do pracy z dziećmi (Rafael 2007, ISBN 978-83-60293-86-7)
- Historia prawdziwego Świętego Mikołaja (Rafael 2007, ISBN 978-83-7569-013-2)
- Tajemnica – powieść dla młodzieży (Rafael 2008, ISBN 978-83-7569-022-4)
- Pamiętnik nastolatki – literatura młodzieżowa (Rafael 2009, ISBN 978-83-7569-118-4)
- Elementarz dobrego wychowania (Rafael 2009, ISBN 978-83-7569-150-4)
- Opowieść o zbawieniu świata (Rafael 2010, ISBN 978-83-7569-155-9)
- Tatusiada – NOWE OPOWIEŚCI (Rafael 2010, ISBN 978-83-7569-152-8)
- Opowiastki Familijne, czyli pół godziny dla rodziny – wznowienie słuchowisk, audiobooka (2010 rok)
- Tatusiada – nowość, audiobook, czyta Artur Barciś, wybrane opowiadania (Rafael 2010 rok, ISBN H1054)
- Pamiętnik nastolatki 2.0 (Rafael 2010, ISBN 978-83-7569-127-6)
- Pamiętnik nastolatki 2 1/2 – Wakacje Natki (Rafael 2011, ISBN 978-83-7569-218-1)
- Pamiętnik nastolatki 3 (Rafael 2011, ISBN 978-83-7569-253-2)
- Teodorek i zwariowanych przygód worek (Rafael 2011, ISBN 978-83-7569-266-2)
- Historia ukryta w czekoladzie – album + film z serii Uczta duchowa (Rafael 2011, ISBN 978-83-7569-256-3)
- Pamiętnik nastolatki 4 (Rafael 2012, ISBN 978-83-7569-286-0)
- Pamiętnik nastolatki 5 (Rafael 2012, ISBN 978-83-7569-313-3)
- Opowieść o najpiękniejszym prezencie (Rafael 2012, ISBN 978-83-7569-331-7)
- Kocham cię, mamo!...i inne opowiastki familijne (Rafael 2012, ISBN 978-83-7569-341-6) część dochodu z tej książki przeznaczona jest na fundację Ewy Błaszczyk Ewa Błaszczyk „Akogo?”
- Opowieść o najpiękniejszym prezencie + film (Rafael 2012, ISBN 978-83-7569-331-7)
- Pamiętnik nastolatki 6 (Rafael 2013, ISBN 978-83-7569-416-1)
- Pamiętnik nastolatki 7 (Rafael 2013, ISBN 978-83-7569-443-7)
- Pamiętnik nastolatki 8 – Julia (Rafael 2014, ISBN 978-83-7569-487-1)
- Pamiętnik nastolatki 9 – Julia 2 (Rafael 2014)
- Pamiętnik nastolatki 10 – Julia 3 (Rafael 2015), ISBN 978-83-7569-677-6.
- Tajemnica Jacoba (Rafael 2015, ISBN 978-83-7569-677-6)
- Pamiętnik nastolatki 11 – Julia 4 (Rafael 2015, ISBN 978-837569-823-7)
- Pamiętnik nastolatki 12 – Julia 5 (Rafael 2016 ISBN 978-83-7569-857-2)
- Tajemnica Jacoba 2 (Rafael 2016 ISBN 978-837569-901-2)
- Pamiętnik nastolatki 13 – Julia 6 (Rafael 2016 ISBN 978-83-7569-936-4)
- Pamiętnik nastolatki 14 – Pożegnanie (Rafael 2017 ISBN 978-83-7569-957-9)
- Tajemnica Jacoba 3 (Rafael 2017 ISBN 978-83-7569-997-5)
- Lena z 7 A (Rafael 2018 ISBN 978-83-65889-41-6)
- Lena z 8 A (Rafael 2018 ISBN 978-83-65889-85-0)
- Tatusiada, ja mój tata i reszta świata (Rafael 2019 ISBN 978-83-66250-42-0) wydanie drugie.
- Dziewczyna znaleziona w parku (Rafael 2019 ISBN 978-83-66250-80-2)
- Ranczo Fantazja - Droga w nieznane (Wydawnictwo Mazowieckie 2019 ISBN 978-83-954431-4-5) jako Oliwia Natecka
- Ranczo Fantazja - Nowe Przyjaźnie (Wydawnictwo Mazowieckie 2020 ISBN 978-83-954431-9-0) jako Oliwia Natecka
- Historia prawdziwego Świętego Mikołaja (Rafael 2021 ISBN 978-83-67043-17-5)
- Jasełka Boże Narodzenie (Rafael 2021 ISBN 978-83-67043-16-8)
- Gabrysia szuka przyjaciela (Rafael 2022 ISBN 978-83-67336-08-6)
- Krzyś chce mieć psa (Rafael 2022 ISBN 978-83-67336-09-3)
- Imieniny mamusi (Rafael 2022 ISBN 978-83-67336-10-9)
- O Ani, której nie wolno się było brudzić (Rafael 2022 ISBN 978-83-67336-12-3)
- Trzy życzenia dla Bartka (Rafael 2022 ISBN 978-83-67336-07-9)
- Mamusiu, nie złość się (Rafael 2022 ISBN 978-83-67336-11-6)
- Akademia Jeździecka 1 - Królowa (Bukowy Las 2022 ISBN 978-83-8074-434-9
- Akademia Jeździecka 2 - Czarna róża (Bukowy Las 2022 ISBN 978-83-8074-443-1)
- Akademia Jeździecka 3 - Przemiana (Bukowy Las 2023 ISBN 978-83-8074445-5)
- Nasze Boże Narodzenie - (Rafael 2024 ISBN 978-83-68030-63-1)
- Bez pudru. Historie kobiet, które zachwycają i inspirują. Zbiór opowiadań. (Adamska Media 2024 ISBN 978-83-967731-6-6)

## E-booki
- Pamiętnik nastolatki współcześnie tom 1 (Legimi 2024 ISBN 978-83-971385-0-6)
- Pamiętnik nastolatki współcześnie tom 2 (Legimi 2024 ISBN 978-83-971385-1-3)
- Pokolenie Milenium (Legimi 2024 ISBN 978-83-971385-2-0)

## Pamiętnik nastolatki seria
- Pamiętnik nastolatki
- Pamiętnik nastolatki 2
- Pamiętnik nastolatki 2 1/2 - Wakacje Natki
- Pamiętnik nastolatki 3
- Pamiętnik nastolatki 4
- Pamiętnik nastolatki 5
- Pamiętnik nastolatki 6
- Pamiętnik nastolatki 7
- Pamiętnik Nastolatki 8 – Julia
- Pamiętnik Nastolatki 9 – Julia II
- Pamiętnik Nastolatki 10 – Julia III
- Pamiętnik nastolatki 11 – Julia IV
- Pamiętnik nastolatki 12 – Julia 5
- Pamiętnik nastolatki 13 - Julia 6
- Pamiętnik nastolatki 14 - Pożegnanie

## Wybrane opowiadania publikowane w prasie polskiej i zagranicznej
- Nadzieja (Kurier Plus Stany Zjednoczone 2003)
- Zosia z zapałkami (Polonika nr 95/96, grudzień 2002, Austria, Kurier Zachodni nr 7/8/2003 Australia ISSN 1447-6622)
- Zosia z zapałkami (Kurier Plus, 2003, Stany Zjednoczone, Głos znad Niemna 2 maja 2003, Index 63863)
- Czekając na uśmiech (Kurier Plus, Stany Zjednoczone, 2003)
- Tęsknota za słoneczną jesienią (Kurier Plus, Stany Zjednoczone 2003, Głos znad Niemna, Białoruś 28 lutego 2003, Index 63863),
- Eden w krzywym zwierciadle (magazyn Teraz nr 46, kwiecień 2003 Stany Zjednoczone; Filadelfia, Atlantic City, Trenton, Wilmington)
- Eden w krzywym zwierciadle (Zabudowa Trawnika nr 100)
- Milena
- Po trzynastej
- Jestem kobietą (nr 3-4 (42-43) Radom, marzec – kwiecień 2002, pismo społeczno-kulturalne, ISNN 1506-5391)
- Diabelskie nasienie (Kurier Plus, Stany Zjednoczone 2003)
- Już po wszystkim
- Krok w dorosłość
- Mój towarzysz strach (Kurier Plus, Stany Zjednoczone 2003)
- Droga przez piekło (Kurier Plus, Stany Zjednoczone 2003, Głos znad Niemna Białoruś 14 marca 2003, Index 63863)
- Kolejność uczuć
- Gruba (Kurier Plus nr 435, styczeń 2003 Stany Zjednoczone; New York, Pensylwania, Connecticut, New Jersey, Massachusetts)
- Moja mała bitwa (Kurier Plus, Stany Zjednoczone 2003)
- Na krawędzi (Kurier Plus, Stany Zjednoczone 2003)
- Pustka (Kurier Plus, Stany Zjednoczone 2003)
- Zasady Anki (Kurier Plus, Stany Zjednoczone 2003)
- Teodorek i jego zabawy (Słowo Polskie & Gazeta Wrocławska 29 kwietnia/1 maja 2006)
- Deszczowa wigilia (Polonika, Austria, numer 6, 2021)
- Zimowe łzy (Polonika, Austria, numer 1, 2022)

## Film
- 2008: Historia ukryta w czekoladzie – na podstawie opowiadania autorki pod tym samym tytułem. Wystąpili między innymi Anna Dymna i Jerzy Trela[2].

## Książeczki okolicznościowe dla dzieci
- Niedziela Palmowa  (Rafael 2006, ISBN 83-60293-19-8)[3][4][5][6]
- Wielkopostne postanowienie  (Rafael 2006, ISBN 83-60293-20-1)
- O czternastu schodach i cudzie Zmartwychwstania  (Rafael 2006, ISBN 83-60293-18-X)
- Cudowna moc różańca (Rafael 2007, ISBN 978-83-60293-98-0)
- Różańcowe dzieci (Rafael 2007, ISBN 978-83-7569-000-2)
- Różańcowe cuda  (Rafael 2007, ISBN 978-83-60293-99-7)
- Wędrówka z różańcem  (Rafael 2006, ISBN 83-60293-43-0)
- Adwentowy cud narodzin  (Rafael 2007, ISBN 978-83-7569-009-5)
- Wiara budowana na skale  (Rafael 2007, ISBN 978-83-7569-011-8)
- Adwentowa wiara  (Rafael 2007, ISBN 978-83-7569-010-1)
- Zosia i pierwsza Komunia Święta (Rafael 2004, ISBN 83-89431-40-8)
- Opowieść o zbawieniu świata  (Rafael, ISBN 978-83-7569-155-9)[7][8]
- Opłatek (Rafael 2022, ISBN 978-83-67336-60-4)
- Święty Mikołaj (Rafael 2022, ISBN 978-83-67336-59-8)
- Pasterka (Rafael 2022, ISBN 978-83-67336-61-1)
- Wigilia (Rafael 2023, ISBN 978-83-67719-83-4)
- Trzej Królowie (Rafael 2023 ISBN 978-83-67719-84-1)
- Nasze Boże Narodzenie (Rafael 2024 ISBN 978-83-68030-63-1)